# Philippe Joseph de Rostaing
Pour les articles homonymes, voir Rostaing.
Philippe Joseph de Rostaing, né le 9 octobre 1719 à Maubeuge (Nord), mort le 21 avril 1796 à Paris, est un général de division de la Révolution française.

## États de service
Cadet en 1726, il entre le 21 septembre 1732 à l'école d'artillerie de Metz comme officier pointeur. Le 28 septembre 1737, il est nommé commissaire extraordinaire, et de 1741 à 1755, il sert aux Indes. Commissaire ordinaire le 7 décembre 1744, premier capitaine de la brigade de Bodineau de Meslay de la Pelleterie et chevalier de Saint-Louis en 1745, il obtient le rang de lieutenant-colonel d'infanterie le 1er janvier 1759. Le 18 décembre 1759 il est nommé sous-directeur d'artillerie et en 1762, il est envoyé en Espagne comme commandant des équipages de l’artillerie.
Il est nommé colonel le 15 octobre 1765 au régiment d’artillerie de Grenoble, et en juin 1768 il est détaché aux îles de France et de Bourbon où il crée des forges. Il reçoit son brevet de brigadier le 22 janvier 1769, et il rentre en France en 1773.
Il prend le commandement de l'école d'artillerie de Grenoble le 1er novembre 1774, et le 3 juin 1779 il occupe les fonctions d’inspecteur général d’artillerie. Il est promu maréchal de camp le 1er mars 1780, et lieutenant-général le 20 mai 1791.  
Il est l'inventeur d'un système d'artillerie de montagne qui porte son nom :  Dans le système de Gribeauval, introduit dans l'artillerie en 1765, on appelle « canon à la Rostaing », un canon lançant des projectiles très légers (une livre).  
Suspecté de royalisme, il est suspendu de ses fonctions le 26 août 1793, et mis en état d'arrestation le 3 décembre 1794. Il tombe malade en route lors de son transfert à Paris. 
Il meurt en prison le 21 avril 1796. 
La lunette de Trois-Châtels, de la place fortifiée de Besançon, porte son nom.

## Sources
- (en) « Generals Who Served in the French Army during the Period 1789 - 1814: Eberle to Exelmans »
- Philippe Joseph de Rostaing sur roglo.eu
- Archives nationales - côte 100AP/1à100AP/5
- Georges Six, Dictionnaire biographique des généraux & amiraux français de la Révolution et de l'Empire (1792-1814), Paris : Librairie G. Saffroy, 1934, 2 vol., p. 393